# Aeroportul Internațional Al Najaf
Aeroportul Internațional Al Najaf (IATA: NJF, ICAO: ORNI) este un aeroport din Al-Najaf, Irak ce deservește zona Najaf. Aeroportul a fost tranzitat în 2019 de 2.579.355 de pasageri.
Situat la o altitudine de 31 m, aeroportul dispune de 1 pistă.

## Infrastructură

### Piste
Aeroportul dispune de o singură pistă. Pista 10/28 are suprafața de asfalt. 